# Ferona
Ferona, a.s. je česká akciová společnost. Zabývá se nákupem, skladováním, úpravou a prodejem hutních výrobků, hutních druhovýrobků, železářského sortimentu a neželezných kovů. Je největším velkoobchodníkem s hutním materiálem v ČR. V roce 2015 byla s tržbami přes 13 miliard korun 39. největší českou firmou.
Kořeny společnosti sahají do roku 1829, kdy v Praze založil obchodník L. G. Bondy železářský velkoobchod. V roce 1919 se firma stala akciovou společností a získala název Ferra. Po roce 1945 byla zestátněna a získala formu národního podniku. V roce 1972 získala název Ferona. Začátkem 90. let vznikla akciová společnost, v roce 1995 byla firma privatizována, majiteli se stali členové dosavadního managementu. V roce 2004 všechny akcie firmy získala Steel Investments Group.